# Grand Prix automobile d'Autriche 1976
Résultats du Grand Prix automobile d'Autriche de Formule 1 1976 qui a eu lieu sur l'Österreichring le 15 août 1976.

## Classement
| Pos  | N° | Pilote                   | Écurie             | Tours | Temps/Abandon           | Grille | Points |
| ---- | -- | ------------------------ | ------------------ | ----- | ----------------------- | ------ | ------ |
| 1    | 28 | John Watson              | Penske-Ford        | 54    | 1 h 30 min 07 s 86      | 2      | 9      |
| 2    | 26 | Jacques Laffite          | Ligier-Matra       | 54    | + 10 s 79               | 5      | 6      |
| 3    | 6  | Gunnar Nilsson           | Lotus-Ford         | 54    | + 11 s 98               | 4      | 4      |
| 4    | 11 | James Hunt               | McLaren-Ford       | 54    | + 12 s 44               | 1      | 3      |
| 5    | 5  | Mario Andretti           | Lotus-Ford         | 54    | + 21 s 49               | 9      | 2      |
| 6    | 10 | Ronnie Peterson          | March-Ford         | 54    | + 34 s 34               | 3      | 1      |
| 7    | 12 | Jochen Mass              | McLaren-Ford       | 54    | + 59 s 45               | 12     |        |
| 8    | 24 | Harald Ertl              | Hesketh-Ford       | 53    | +1 tour                 | 20     |        |
| 9    | 38 | Henri Pescarolo          | Surtees-Ford       | 52    | +2 tours                | 22     |        |
| 10   | 18 | Brett Lunger             | Surtees-Ford       | 51    | Accident                | 16     |        |
| 11   | 39 | Alessandro Pesenti-Rossi | Tyrrell-Ford       | 51    | +3 tours                | 23     |        |
| 12   | 33 | Lella Lombardi           | Brabham-Ford       | 50    | +4 tours                | 24     |        |
| Abd. | 22 | Hans Binder              | Ensign-Ford        | 47    | Accélérateur            | 19     |        |
| Nc.  | 32 | Loris Kessel             | Brabham-Ford       | 44    | Non classé              | 25     |        |
| Abd. | 9  | Vittorio Brambilla       | March-Ford         | 43    | Accident                | 7      |        |
| Abd. | 30 | Emerson Fittipaldi       | Copersucar-Ford    | 43    | Accident                | 17     |        |
| Abd. | 8  | Carlos Pace              | Brabham-Alfa Romeo | 40    | Accident                | 18     |        |
| Abd. | 17 | Jean-Pierre Jarier       | Shadow-Ford        | 40    | Pompe à essence         | 8      |        |
| Abd. | 19 | Alan Jones               | Surtees-Ford       | 30    | Accident                | 15     |        |
| Abd. | 34 | Hans-Joachim Stuck       | March-Ford         | 26    | Distribution d'essence  | 11     |        |
| Abd. | 4  | Patrick Depailler        | Tyrrell-Ford       | 24    | Suspension              | 13     |        |
| Abd. | 20 | Arturo Merzario          | Wolf-Williams-Ford | 17    | Accident                | 21     |        |
| Abd. | 16 | Tom Pryce                | Shadow-Ford        | 14    | Freins                  | 6      |        |
| Abd. | 3  | Jody Scheckter           | Tyrrell-Ford       | 14    | Suspension              | 10     |        |
| Abd. | 7  | Carlos Reutemann         | Brabham-Alfa Romeo | 0     | Embrayage               | 14     |        |
| Np.  | 1  | Niki Lauda               | Ferrari            |       | Blessé                  |        |        |
| Np.  | 2  | Clay Regazzoni           | Ferrari            |       | Forfait                 |        |        |
| Np.  | 25 | Guy Edwards              | Hesketh-Ford       |       | Blessé                  |        |        |
| Np.  | 40 | Karl Oppitzhauser        | March-Ford         |       | Non admis               |        |        |
| Np.  | 41 | Otto Stuppacher          | Tyrrell-Ford       |       | Non admis               |        |        |
| Np.  | 22 | Chris Amon               | Ensign-Ford        |       | Licencié par son équipe |        |        |

Légende :
- Abd.=Abandon
- Np.=Non partant

## Pole position et record du tour
- Pole position : James Hunt en 1 min 35 s 02 (vitesse moyenne : 223,911 km/h).
- Tour le plus rapide : James Hunt en 1 min 35 s 91 (vitesse moyenne : 221,833 km/h).

## Tours en tête
- John Watson : 45 (1-2 / 12-54)
- Ronnie Peterson : 8 (3-9 / 11)
- Jody Scheckter : 1 (10)

## À noter
- 1re victoire pour John Watson.
- 1re victoire pour Penske en tant que constructeur.
- 91e victoire pour Ford Cosworth en tant que motoriste.